# Nicolai Berendt
Nicolai Berendt (7. juli 1826 i København – 13. marts 1889 sammesteds) var en dansk pianist og komponist.
Berendt debuterede som pianist i november 1846 på Det kgl. Teater med en klaverkoncert af Johann Nepomuk Hummel. I 1851-53 studerede han komposition og klaver i Wien og levede derefter som klaverlærer og koncertpianist i Hannover.
Fra 1856 var han bosat i København, hvor han 1862-83 var kordirigent ved Synagogen og til sin død fungerede som organist. Fra 1862-75 var han desuden musikanmelder ved den københavnske avis Dagstelegrafen.
Han komponerede forskellige lejlighedskantater og en stor del danske salmer til brug i synagogen. Et syngestykke af ham, Hjærtet paa Prøve, med tekst af Thomas Overskou, blev opført 1860 på Det kgl. Teater. Han har i øvrigt udgivet en del klaverkompositioner, hvoraf de tidligste udkom i Hannover.
Han er begravet på Mosaisk Vestre Begravelsesplads.